# Yoshio Harada
Yoshio Harada (原田 芳雄 Harada Yoshio?), (Tokio, 29 de febrero de 1940-Tokio, 19 de julio del 2011) fue un actor japonés que destacó por personificar personajes rebeldes en una carrera que abarcó seis décadas. Por su contribución al desarrollo artístico en el 2003 se le otorgó la medalla de honor de cinta púrpura y en el 2011 se le condecoró con la Orden del Sol Naciente de cuarta clase.

## Filmografía
| Año  | Película                          | Papel                   | Notas |
| ---- | --------------------------------- | ----------------------- | ----- |
| 2011 | Smuggler                          | Director                |       |
| 2010 | Redline                           | Diseñador de personajes |       |
| 2008 | Sorasoi                           | Director                |       |
| 2006 | Naisu no Mori: The First Contact  | Director                |       |
| 2004 | The Taste of Tea                  |                         |       |
| 2004 | Izo                               | Actor                   |       |
| 2002 | Onna kunishū ikki                 | Actor                   |       |
| 2000 | Party 7                           | Director                |       |
| 1998 | Shark Skin Man and Peach Hip Girl | Director                |       |
| 1995 | The Hunted                        | Takeda Sensei           |       |